# Heidi Joschko
Adelheid „Heidi“ Joschko (* 24. März 1907; † 28. September 1995 in Berlin) war eine deutsche Schauspielerin.

## Leben und Wirken
Joschko spielte Theater (u. a. bei den Berliner Kammerspielen oder im Naturtheater Volkspark Hasenheide). 1979 war sie mit der Komödie Hokuspokus von Curt Goetz zusammen mit Harald Effenberg auf Tournee.
Der Kamera wandte sie sich seit den 1960er Jahren zu. Erste Anfänge hatte sie in Fernsehspielen wie Ein Mann der nichts gewinnt und Abschied (unter Regie von Peter Lilienthal). Dem Fernsehspiel blieb sie weitgehend treu. Später gesellten sich Kriminalfilme wie Kassensturz oder Streifen wie Single liebt Single hinzu. Im Film Hungerjahre geht es um eine Jugend in den 50er Jahren, die die Adenauer-Ära und die vermeintlichen goldenen 50er skizziert. Eine große Rolle hatte sie in dem Fernsehfilm Kalles Oma der SFB-Reihe „Denkste!?“ unter Regie von Hans-Henning Borgelt, die er nach dem Roman Oma von Peter Härtling 1976 gedreht hat.
Als bekannte Filme sind außerdem die deutsch-französische Produktion Eine Liebe in Deutschland und der Kinofilm Bittere Ernte zu nennen. Bei ihren Serienrollen sind besonders die Produktionen an der Seite von Günter Pfitzmann (Berliner Weiße mit Schuss, Praxis Bülowbogen) zu nennen.

## Filmografie
- 1965: Abschied (SFB, Regie: Peter Lilienthal)
- 1966: Ein Mann, der nichts gewinnt (Regie: Georg Tressler)
- 1966: Das Fernsehgericht tagt
- 1971: Kassensturz (Regie: Korbinian Köberle, ZDF)
- 1972: Das Jahrhundert der Chirurgen
- 1973: Peter ist der Boss (Regie: Wolfgang Teichert)
- 1976: Der Familienausflug
- 1977: Kalles Oma (Regie: Hans-Henning Borgelt)
- 1980: Hungerjahre – In einem reichen Land (Regie: Jutta Brückner)
- 1981: Und plötzlich bist du draußen (Fernsehfilm – Regie: Eugen York, ZDF)
- 1982: Single liebt Single (Regie: Wolf Dietrich)
- 1983: Eine Liebe in Deutschland (Regie: Andrzej Wajda)
- 1983: Schlesisches Himmelreich (Hörspiel, SFB/SDR 1983)
- 1984: Berliner Weiße mit Schuss (Regie: Eugen York)
- 1985: Bittere Ernte (Kino, Regie: Agnieszka Holland)
- 1986: Hals über Kopf: Frohe Weihnachten
- 1987: Praxis Bülowbogen: Ein Pfund Kirschen zuviel (Regie: Herbert Ballmann)
- 1988: Der Sommer des Falken (Regie: Arend Agthe)
- 1989: Brausepulver: Die Fliegerjacke (Regie: Arend Agthe) laut Dt. Kinemathek
- 1989: Praxis Bülowbogen: Ein übler Trick (Regie: Michael Braun)
- 1989: Eine unheimliche Karriere (Regie: Eberhard Itzenplitz)
- 1990: Ein Heim für Tiere (2 Folgen)
- 1992: Der Millionenerbe: Ein neuer Anfang (Regie: Sigi Rothemund, ZDF)
- 1993: Oben – Unten (Regie: Joseph Orr)
- 1994: Praxis Bülowbogen: Rote Rosen für Pia (Regie: Rolf von Sydow)